# Варф-Чаль
Варф-Чаль (перс. ورف چال‎, varf-čāl, «снежная яма») – традиционная весенняя церемония жителей села Аб-Аск, расположенного в 80 км от города Амоль в Мазендаране (Иран), история которой насчитывает свыше 600 лет. В ходе этой церемонии никого из мужчин не пускают в село, в котором в этот день всеми делами занимаются только женщины.
Аналогичные церемонии существовали в Табаристане (прикаспийские районы северного Ирана) со времен правления династии Буидов. В некоторых других районах Ирана в дни празднования Навруза женщинам, из числа которых избираются правительницы или царицы, на время предоставляется полная власть над деревней. В северном Иране ежегодный ритуал Варф-Чаль или Заншахи (перс. «власть женщин») приурочен не к празднованию Навруза, а ко второму месяцу весны – Ордибехешт (21 апреля – 21 мая). В селе Аб-Аск этот праздник приходится на одну из пятниц месяца Ордибехешт. День проведения церемонии определяется старейшинами села. Все жители собираются на центральной площади деревни. Старейшины и члены сельского совета поют песни и сообщают участникам схода о том, что в соответствующий день никто из мужчин в возрасте от 5 до 50 лет не может находиться в селе.
В этот день все деревенские мужчины отправляются к снежной яме, чтобы набрать снега и полученной из него водой напоить местный скот. В деревнях не остается ни одного мужчины и всеми делами в период их отсутствия заправляют женщины, и никому из мужчин нельзя оставаться в деревне в этот день. Обычно, одну из женщин назначают царицей или правительницей, также избирают в качестве невесты молодую девушку. Другим женщинам дают титулы визирей, военачальников и стражников. Стражники должны следить за тем, чтобы никто из мужчин не попал в село. Царица первым делом навещает семьи, оплакивающие покойных родственников или ухаживающие за больными. Невеста деревни поздравляет всех девушек, едва ступивших в брак. Также женщины открыто обсуждают все проблемы и решают разногласия, возникшие за год.
Покинувшие село мужчины передают из рук в руки глыбы спрессовавшегося снега, который скапливается у подножий гор. Затем они разрезают их на части и заполняют ими специальное хранилище для воды, используемое в жаркое время года. Резервуар для снега в селе Аб-Аск был вырыт в середине XV века, имеет 10 метров в диаметре и 12-метровую глубину. После этого все участники собираются вместе за большой скатертью, расстеленной на земле возле хранилища и уставленной различными традиционными кушаньями. Праздник заканчивается всеобщей трапезой собравшихся.
В 2015 году этот праздник вошел в список национальных праздников Организации культурного наследия Ирана. В последние годы эта церемония привлекает все больше туристов. Жительницы села, допускающие к участию в празднестве женщин-туристок, вместе с тем, тщательно следят за тем, чтобы они не вели съемку, в том числе на мобильные устройства.